# Pamela Sheyne
Pamela Sheyne é um produtora musical dos EUA. Ganhou notoriedade ao produzir a canção Genie in a Bottle de Christina Aguilera.